# K56flex
k56flex è un protocollo di comunicazione proprietario sviluppato da un consorzio di produttori formato da Rockwell International e Lucent Technologies.
È stato progettato prima della diffusione su larga scala delle tecnologie di comunicazione dati DSL per ampliare le capacità trasmissive del precedente standard V.34 su rete telefonica generale, costituita per l'ultimo miglio da doppini di rame ancora oggi comunemente utilizzati. In particolare, ha permesso di incrementare la capacità trasmissiva in download da 34 Kbps a 56 Kbps. Trattandosi di un protocollo proprietario e sperimentale, non era supportato dalla totalità dei modem analogici domestici: alcuni dei quali infatti (in particolare i modelli U.S. Robotics) utilizzavano un analogo protocollo concorrente X2.
È stato soppiantato dallo standard V.90 ratificato dall'ITU, come risposta alla necessità di standardizzazione richiesta per garantire l'interoperabilità dei sistemi di comunicazione su Internet.